# Сборная Саудовской Аравии по крикету
Сборная Саудовской Аравии по крикету — команда, которая представляет Саудовскую Аравию на международных матчах по крикету. Управляет командой Саудовский центр крикета, который стал аффилированным членом ICC в 2003 году, а ассоциированным — в 2016 году. Дебют Саудовской Аравии состоялся в розыгрыше ACC Трофи в 2004 году в Малайзии. Саудовская Аравия регулярно выступает в соревнованиях Азиатского крикетного совета. Команда заняла 2-е место в Элитной лиге ACC 2014 года и вышла впервые в Мировую лигу крикета. Она могла принять участие в матчах 6-го дивизиона Мировой лиги 2015 года в Англии, но игрокам было отказано в визах, и сборная снялась с турнира.

## Международные соревнования
Команда дебютировала на ACC Трофи 2004 года, не пройдя первый раунд. В 2005 году команда заняла 4-е место на Кубке Ближнего Востока. В 2006 году команда снова не прошла первый раунд ACC Трофи, но сумела одержать победу над Брунеем, набрав 499 ранов за 50 оверов. В 2008 году в розыгрыше ACC Трофи Элит сборная Саудовской Аравии сенсационно нанесла поражение сборной ОАЭ, которая имела опыт выступлений в однодневных международных матчах (ODI), благодаря 29 ранам.
После разделения ACC Трофи на два дивизиона (соревнования ACC Трофи и Трофи Челлендж), Саудовская Аравия попала в Элитный дивизион 2008 года, где заняла 10-е место и выбыла в Трофи Челлендж 2009 года, однако там она не выступила. В 2010 году на Трофи Челлендж она заняла 2-е место и вернулась в Элитный дивизион. Также сборная выступает в формате Twenty20, дебютировав на Чемпионате Азии в 2007 году: тогда она не преодолела групповой этап.В 2009 году сборная заняла 8-е место из 12 команд, а в 2015 году — 3-е место на Twenty20 из шести команд (чемпионат Азии является квалификацией к чемпионату мира Twenty20).

## Статистика выступлений

### ACC Трофи
- 2004[англ.]: групповой этап (3-е место в группе B; 4 команды)
- 2006[англ.]: 10-е место (17 команд)
- 2008[англ.] (дивизион 1): 10-е место (10 команд)
- 2010[англ.] (дивизион 2): 2-е место (8 команд)
- 2012[англ.] (дивизион 1): 9-е место (10 команд)
- 2014[англ.] (дивизион 2): 2-е место (6 команд)
- 2016[англ.] (дивизион 2): Прошла квалификацию

### Чемпионат Азии Twenty20
- 2007[англ.]: Групповой этап (4-е место в группе B; 5 команд)
- 2009[англ.]: 8-е место (12 команд)
- 2011[англ.]: 10-е место (10 команд)
- 2013[англ.]: Не прошла квалификацию
- 2015[англ.]: 3-е место (6 команд)
- 2017[англ.]: Прошла квалификацию

### Мировая лига крикета
- 2015[англ.]: снялась (шестой дивизион)

## Рекорды
Выступления в соревнованиях ACC

### Недавно вызывавшиеся
| Состав недавнего созыва | Состав недавнего созыва | Состав недавнего созыва | Состав недавнего созыва |
| Имя                     | Матчи                   | Раны                    | Уикеты                  |
| ----------------------- | ----------------------- | ----------------------- | ----------------------- |
| Абдул Кадир             | 4                       | 5                       | 0                       |
| Мохаммед Назим          | 5                       | 102                     | 0                       |
| Абдулла Куреши          | 3                       | 1                       | 1                       |
| Афзал Салим             | 5                       | 299                     | 4                       |
| Акрам Аслам             | 4                       | 15                      | 3                       |
| Фахим Афрад             | 5                       | 7                       | 10                      |
| Самбурудин Мохаммед     | 14                      | 319                     | 6                       |
| Хуссейн Анвар           | 10                      | 105                     | 11                      |
| Ибрарул Хак             | 5                       | 112                     | 9                       |
| Мохаммад Абдулла        | 7                       | 58                      | 5                       |
| Мохаммад Надим          | 9                       | 476                     | 16                      |
| Шахбаз Рашид            | 5                       | 366                     | 1                       |
| Шоаиб Али               | 5                       | 164                     | 11                      |
| Усман Куддуси           | 2                       | 0                       | 0                       |

### Игроки прошлых лет
| Известные игроки прошлых составов | Известные игроки прошлых составов | Известные игроки прошлых составов | Известные игроки прошлых составов |
| Имя                               | Матчи                             | Раны                              | Уикеты                            |
| --------------------------------- | --------------------------------- | --------------------------------- | --------------------------------- |
| Шафик Ахмед                       | 10                                | 168                               | 14                                |
| Мохаммад Афзал                    | 8                                 | 353                               | 8                                 |
| Хуссейн Бхатти                    | 2                                 | 58                                | 10                                |
| Халид Бутт                        | 5                                 | 115                               | 0                                 |
| Мохаммад Разман                   | 4                                 | 2                                 | 6                                 |

### Рекордсмены по набранным очкам
- Хамад Саид – 181, матч против Бутана, Паданг, Сингапур, 8 июня 2014
- Шахбаз Рашид – 138*, матч против Мальдив, Индийский крикетный стадион, Сауди, 11 июня 2014
- Халид Бутт – 110, матч против ОАЭ, Королевский военный колледж[англ.], Куала-Лумпур, 25 июля 2008
- Шахбаз Рашид – 108, матч против Бутана, Паданг, Сингапур, 8 июня 2014
- Мохаммад Афзал – 103, матч против Таиланд, стадион AIT, 9 декабря 2010
- Афзал Салим – 100*, матч против Мальдив, Индийский крикетный стадион, Сауди, 11 июня 2014
- Самбурудин Мохаммед – 87*, матч против Мальдив, Индийский крикетный стадион, Сауди, 11 июня 2016

### Лучшие боулеры
- Хуссейн Бхатти – 7/65, матч против Брунея, Школа PTI, Чиангмай, 5 декабря 2010
- Шоаиб Али – 5/25, матч против Мальдив, Таиландский крикетный стадион, Бангкок, 11 декабря 2010
- Шафик Ахмед – 5/45, матч против ОАЭ, Королевский военный колледж[англ.], Куала-Лумпур, 25 июля 2008
- Мохаммад Рамзан – 4/38, матч против Бутана, Академия ICC, поле 2[англ.], Дубай, 10 октября 2012
- Ибрарул Хак – 4/42, матч против Бахрейн, Индийский крикетный стадион, Сауди, 10 июня 2014

## Составы

### 2010
Заявка из 14 игроков на участие в ACC Трофи Челлендж 2010:
- Шоаиб Али
- Хамад Саид
- Шафик Ахмед
- Хуссейн Анвар
- Афзал Мухаммад
- Фаик Хабиб
- Мохаммад Абдулла
- Фахим Афрад
- Хассан Бухари
- Амир Саджад
- Самубурдин Мохаммед
- Умер Баиг
- Самар Хуссейн
- Хуррам Карамат

### 2015
Заявка из 14 игроков на участие в Мировой лиге крикета 2015 (Дивизион 6)
- Шоаиб Али
- Абдул Вахид
- Арслан Муштак
- Ибрар-уль-Хак
- Имран Азам
- Камран Хади
- Кашиф Риаз
- Мажар Аббаси
- Мохсин Раджпут
- Мухаммад Афзал
- Надим Джавед
- Саджид Саид
- Шахбаз Рашид
- Вакас Аусаф